# Arenaria melanocephala
Il voltapietre testa nera (Arenaria melanocephala, Vigors 1829) è un uccello della famiglia degli Scolopacidae.

## Sistematica
Arenaria melanocephala non ha sottospecie, è monotipica.

## Distribuzione e habitat
Questo uccello, endemico dell'Alaska, vive anche sulla costa occidentale del Canada e degli Stati Uniti, d'inverno migra in Messico, e raggiunge anche l'Ecuador e le Isole Galapagos.

## Galleria d'immagini

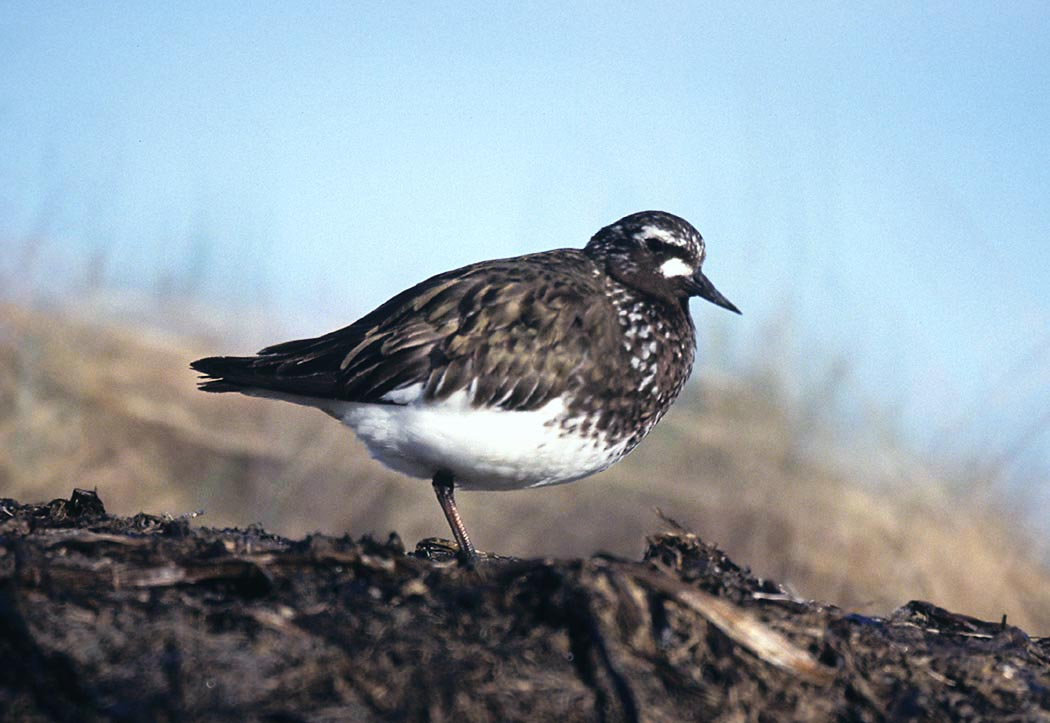